# Río Azopardo
Der Río Azopardo ist ein Fluss im chilenischen Teil der Insel Isla Grande de Tierra del Fuego (Feuerland). Er entsteht aus dem Abfluss des Lago Fagnano, der größtenteils auf argentinischem Gebiet liegt. Er fließt in westnordwestlicher Richtung zu seiner Mündung  in den Almirantazgo-Fjord, einen Seitenarm der Magellanstraße.